# Peptid
Et peptid er en organisk, kemisk forbindelse, som består af små kæder (almindeligvis op til 50) af aminosyrer, bundet sammen af peptidbindinger. Peptider biosyntetiseres af mRNA-/tRNA-/ribosom-systemet. Nogle peptider, f.eks. hormoner og neuropeptider, gennemgår en mere eller mindre omfattende proces af posttranslationel modifikation, før de har fået den molekylære struktur, der giver det den specifikke biologiske aktivitet. Andre peptider, som de såkaldte “mikroproteiner”, syntetiseres direkte ud fra små åbne læserammer, som regulerende molekyler, der danner heterodimere, homodimere, eller multimere proteinkomplekser, med en dominerende positiv eller negativ effekt.
Peptider kan også være et resultat af nedbrydning af proteiner, f.eks. ved nedbrydning/fordøjelse i cellerne, eller tarmkanalen. Peptider adskiller sig kun fra protein ved størrelse, protein er et polypeptid.
Begrebet peptid blev præget af den tyske kemiker Hermann Emil Fisher. Navnet peptid blev sammensat af orderne, pepton (græsk. Peptos: fordøje) og endelsen på polysaccharid.
Peptider navngives, ud fra de aminosyrer de består af, begyndende fra den N-terminale ende (enden med den frie aminogruppe); f.eks. benævnes dipeptidet carnosin, (bestående af en beta-alanin- og histidinrest) beta-alanylhistidin.
Dannelsen af peptider, katalyseret af COS og metalioner i vulkanske miljøer, ved hydrotermiske væld, kan have været første trin på vej til dannelsen af proteiner, til de første levende organismer, for omkring 4 milliarder år siden.

## Inddeling
- Oligopeptid (græsk. oligo: få) – består af op til ca. 10 aminosyrer
  - Dipeptid – består af 2 aminosyrer
  - Tripeptid – består af 3 aminosyrer
- Polypeptid (græsk. poly: mange) – består af mere end ca. 10 aminosyrer
  - Makropeptid – består af mere end 100 aminosyrer; betegnelsen anvendes sjældent

## Eksterne links og henvisninger
1. ↑  The Volcanic Origin of Life. LiveScience 2004